# Marius Jan Hulswit
Marius Jan Hulswit (Amsterdam, 2 januari 1862 – Batavia, 10 januari 1921) was een architect en voor een groot deel van zijn carrière werkzaam in Nederlands-Indië.

## Biografie

### Familie
Hij was zoon van  Maria Johanna Frederica Drughorn en drogist Jan Marius Hulswit.  Hijzelf was vanaf 1885 getrouwd met Johanna Magdalena Sophia Merghart, dochter van architect Johannes Merghart. Zoon Jan Frederik Hulswit zou een bekend waterpoloër worden.   Na een echtscheiding hertrouwde hij in 1900 met Elieze Adele Josephine Francisca Karthaus. 

### Jonge jaren en komst in Nederlands-Indië

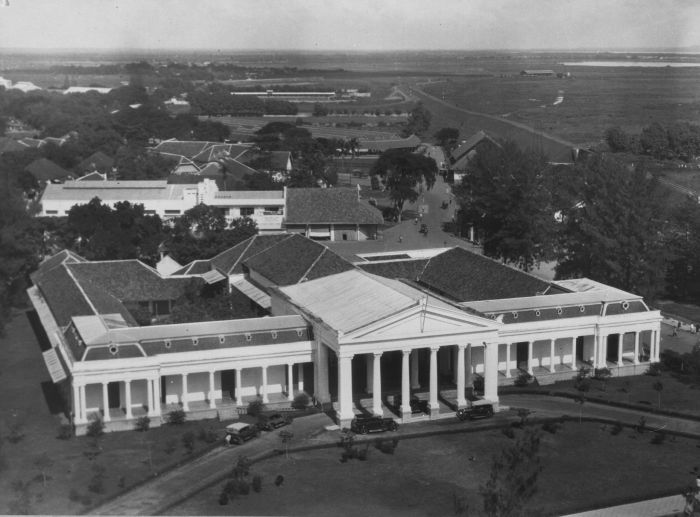
Het Paleis van Justitie in Surabaya, waarvan Hulswit het ontwerp controleerde en de bouw begeleidde.

Hij kreeg zijn beroepsopleiding af aan de kunstnijverheidsschool Quellinus in Amsterdam. Daarna werkte hij in 1876 voor een korte periode bij Pierre Cuypers tijdens de bouw van het Rijksmuseum Amsterdam. Tijdens dit project leerde hij mogelijk al Eduard Cuypers kennen, met wie hij later een samenwerking zou aangaan.
In 1884 ging Hulswit naar Indië, waar hij zijn toekomstige vrouw leerde kennen. Samen gingen zij terug naar Nederland, waar zij onderweg in Zwitserland in het huwelijk traden. Bij terugkomst werd hun zoon Jan Frederik geboren in Apeldoorn. Eind 1885 kwam hij te werk bij het architectenbureau Jan van Rossem en Willem Johannes Vuyk in Amsterdam die gespecialiseerd was in het ontwerpen van utiliteitsgebouwen met ijzerconstructies.
Acht jaar later in 1893 vertrok Hulswit 1893 opnieuw naar Indië, nu met vrouw en kind. Zijn eerste project was de bouw van het gebouw voor de Raad van Justitie in Surabaya. Het ontwerp was gemaakt door ingenieurs van Waterstaat en Hulswit werd gevraagd deze te controleren en de bouw te begeleiden. Daarop verhuisde hij met zijn gezin naar die Surabaya in Oost-Java. Daar ging hij zich profileren als aannemer, architect en als specialist op het gebied van pleisterwerk. Panden in Nederlands-Indië kregen bijna altijd een laag pleister om de inferieure lokale bakstenen te beschermen tegen de weersinvloeden. In Surabaya kreeg hij de opdracht voor de bouw van een kantoorpand voor De Algemeene. Zijn ontwerp werd naar Nederland gestuurd en aan de architect Berlage voorgelegd. Het eerste ontwerp werd afgewezen en het tweede werd door Berlage eigenhandig gewijzigd. Hulswit mocht de bouw van het kantoor begeleiden maar vertrok toen hij gevraagd werd om de kathedraal van Batavia te bouwen. Het huwelijk met zijn vrouw werd ontbonden en zijn zoon werd naar zijn oom en tante in Nederland gestuurd. Zelf verhuisde hij naar Batavia, waar hij zijn nieuwe vrouw leerde kennen. In 1900 zouden zij trouwen. 

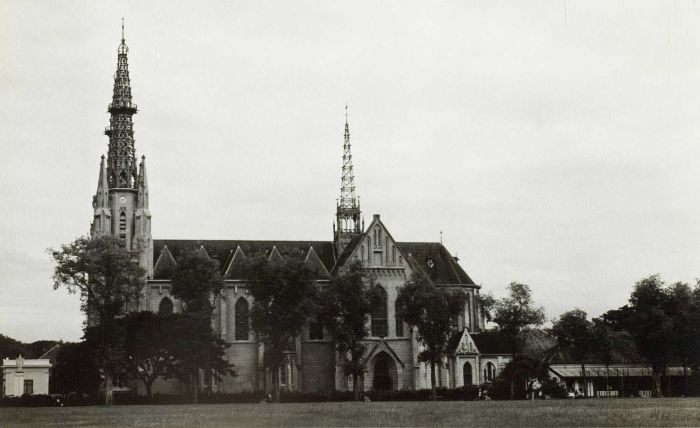
De neogotische kathedraal van Jakarta, waarvan Hulswit medeontwerper was en de bouw begeleidde.

De bouw van de kathedraal, die op hoofdlijnen was ontworpen door pater Antonius Dijkmans ging in 1899 van start en zou twee jaar duren. Tussendoor maakte hij ook een ontwerp voor het Vincentius Instituut, waarvan de eerste fase in 1900 werd afgerond. In 1903 volgde een nieuw scholencomplex voor de Zusters Ursulinen.

### Samenwerking met Eduard Cuypers en oprichting architectenbureau
In 1907 werkte Hulswit samen met architect P.A.J. Moojen voor een winkelpand "Onderlinge Hulp". Een jaar later ging Hulswit een samenwerking aan met Eduard Cuypers. Cuypers had in Nederland de opdracht gekregen om ontwerpen te maken voor bankgebouwen van de Javasche Bank, zoals een hoofdkantoor in Batavia, en een agentschappen in Soerakarta en Medan. Omdat de omstandigheden in Nederlands-Indië heel erg anders zijn dan in Nederland, had hij iemand nodig die de nodige lokale kennis en ervaring had. Een partner vond Cuypers in Hulswit en samen zouden ze in 1910 een architectenbureau beginnen. Het bureau ging zich toeleggen op traditionele architectuur wat heel geschikt was voor banken, verzekeringsmaatschappijen en handelshuizen. Daarnaast ontwierp en bouwde het bureau scholen, ziekenhuizen, kerken, winkels en woonhuizen. De ontwerpen kwamen veelal uit Amsterdam en Hulswit was als architect verantwoordelijk voor de uitvoering.

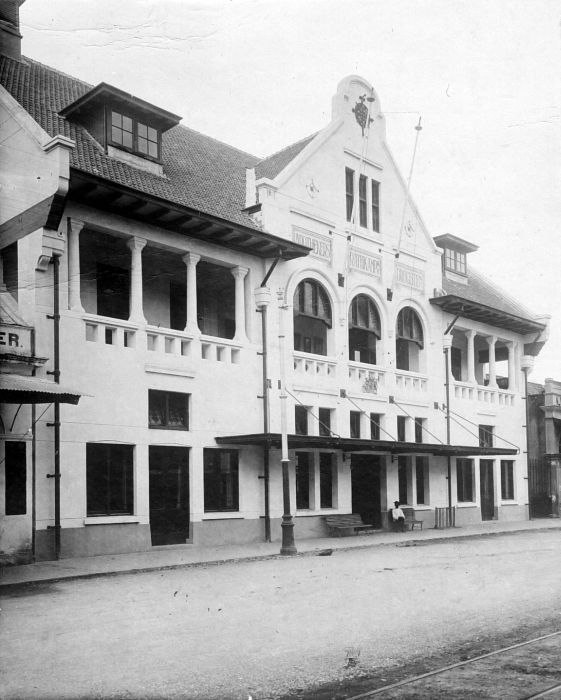
Gebouw van Apotheek Rathkamp en Co, te Batavia.

In Batavia ondervond het bureau veel tegenwerking van de gemeenteraad, waar Moojen grote invloed had. Slechts ontwerpen die de Nederlands-Indische bouwstijl volgden, een door Moojen gepropageerde stijl, werden goedgekeurd. Het bureau kreeg opdrachten in Batavia voor de bouw van Apotheek Rathkamp, verzekeringsmaatschappij Dordrecht, en de Internationale Crediet- en Handelsvereeniging die allen in Nederlands-Indische stijl ontworpen werden. Het hoofdkantoor van de Javasche Bank en een vestiging van de Nederlandse Handelsmaatschappij werden ontworpen en uitgevoerd in de stijl van Beau-arts. Deze bedrijven hadden voldoende gewicht om deze ontwerpen wel goedgekeurd te krijgen.
Hulswit bezocht in 1912 Amsterdam, waar hij met Cuypers onder andere de problemen in Batavia besprak. In 1912 werden twee projecten in Bandung voltooid, Toko De Vries en een vestiging van de Nederlandse Handelsmaatschappij, beide niet in Nederlands-Indische stijl. Een van de grootste kruideniers van Indië, Dunlop & co bezorgde het bureau in 1913 drie opdrachten voor een hoofdkantoor in Batavia en twee winkelpanden in Batavia en Padang. Vanwege het grote aantal projecten legde Hulswit contact met aannemer Arthur Fermont. Hij mocht de bouw in Padang begeleiden en toen dat succesvol verliep werd hij partner in het architectenbureau. 
Tijdens de Eerste Wereldoorlog liepen het aantal bouwprojecten terug vanwege de onzekerheid en de moeilijke communicatie met Nederland. Het bureauwerk was vrijwel weggevallen in 1917. Wel waren bouwprojecten die begeleid moesten worden zoals het nieuwe bankgebouw in Bandung dat in 1918 gereedkwam.
Op 10 januari 1921 na een ziekbed stierf Marius Hulswit. Zijn grafmonument op Taman Prasasti is door Eduard Cuypers ontworpen.